# Go ai XVI Giochi asiatici
Il Go ai Giochi asiatici 2010 si è svolto dal 20 al 26 novembre nelle sale del Guangzhou Chess Institute di Guangzhou.

## Medagliere
| #      | Nazione       | Oro | Argento | Bronzo | Totale |
| ------ | ------------- | --- | ------- | ------ | ------ |
| 1      | Corea del Sud | 3   | 0       | 1      | 4      |
| 2      | Cina          | 0   | 3       | 0      | 3      |
| 3      | Taipei cinese | 0   | 0       | 1      | 1      |
| 3      | Giappone      | 0   | 0       | 1      | 1      |
| Totale | Totale        | 3   | 3       | 3      | 9      |

## Podi
| Evento               | Oro                                                                                             | Argento                                                    | Bronzo                                                                                  |
| Maschile (dettagli)  | Corea del Sud Lee Chang-ho Kang Dong-yun Lee Se-dol Cho Han-seung Park Jung-hwan Choi Cheol-han | Cina Chang Hao Gu Li Liu Xing Kong Jie Xie He Zhou Ruiyang | Giappone Keigo Yamashita Yūta Iyama Shinji Takao Satoshi Yuki Kimio Yamada Jiro Akiyama |
| Femminile (dettagli) | Corea del Sud Lee Min-jin Kim Yoon-yeong Cho Hye-yeon Lee Seul-a                                | Cina Wang Chenxing Rui Naiwei Song Ronghui Tang Yi         | Taipei cinese Hsieh Yi-min Joanne Missingham Chang Cheng-ping Wang Jing-yi              |
| Misto (dettagli)     | Corea del Sud Park Jung-hwan Lee Seul-a                                                         | Cina Xie He Song Ronghui                                   | Corea del Sud Choi Cheol-han Kim Yoon-yeong                                             |